# 白春礼
白春礼（1953年9月26日—），男，满族，辽宁岫岩人，中華人民共和国物理化学家、纳米科技专家、扫描隧道显微学领域的开拓者之一，北京大学化学系催化专业毕业，中国科学院化学研究所结构化学专业博士，中国科学院院士、世界科学院院士、美国科学院院士、德国国家工程院院士、美国文理科学院院士、丹麦皇家文理科学院院士、加拿大工程院院士、白俄羅斯科學院院士。1974年7月加入中国共产党，是中共十五、十六、十七届中央候补委员，第十八、十九届中央委员。
白春礼是第六任中国科学院院长、党组书记、中国科学技术大学与中国科学院大学名誉校长，兼中国科学技术协会副主席、中国微纳协会名誉理事长、国家纳米科技指导协调委员会首席科学家、国家纳米科学中心理事会理事长。还兼任北京大学、清华大学、中国科学技术大学、南开大学和中国地质大学兼职教授，辽宁师范大学、南京审计学院客座教授。曾任中国科学院大学校长，是中国科学院研究生院更名为中国科学院大学后的第一任校长。2006年5月，中国科学技术协会第七届全国代表大会召开，选举产生第七届委员会，他当选为副主席。
2012年9月18日，白春礼当选为世界科学院院长，于2013年1月1日正式就任。这是世界科学院成立近30年来首位中国籍科学家担任院长。2015年获得连任，任期为2016至2018年。

## 生平

### 早年经历
白春礼的父亲曾是一名小学教员。他从小受家庭环境影响，喜欢读书。1966年，升入中学；受文化大革命影响，四年后毕业。响应知识青年“上山下乡”的号召，被安排到“内蒙古生产建设兵团”劳动锻炼。1974年，经过投票评选和参加文化考试，白春礼作为一名“有实践经验的工农兵学员”成为北京大学的学生。

### 科研生涯
1978年1月，大学毕业后的白春礼被分配到中国科学院长春应用化学所工作，从此开始了在中科院的科研生涯。
白春礼历任中科院长春应用化学研究所研究实习员、中科院化学研究所研究实习员、助理研究员、副研究员、研究员，STM实验室主任，中科院化学研究所副所长、党委委员；1996年，出任中科院副院长、党组成员；2004年，升任常务副院长；2011年，接替路甬祥出任中国科学院院长。
在此期间白春礼先后完成了结构化学专业的硕士、博士研究；并于1985年至1987年间，在美国加州理工学院作访问学者，在喷气推进实验室从事真空扫描隧道显微境（STM）领域的博士后研究工作。
他还曾担任全国青联副主席（1995年－2000年），中国青年科技工作者协会会长，第25、26届中国化学会理事长，日本东北大学金属材料研究所客座教授等职。2001年6月，中国科学技术协会第六次全国代表大会召开，并选举其出任第六届全国委员会副主席。2017年11月，白春禮當選白俄羅斯科學院外籍院士，亦是該院外籍院士的首位中國科學家。

## 学术成就
白春礼先后从事过高分子催化剂的结构与物性、有机化合物的X射线晶体结构分析、分子力学和导电聚合物的拓展X射线吸收精细结构谱（EXAFS）等研究。从二十世纪80年代中期开始，转入纳米科技的重要领域——扫描隧道显微学的研究。
- 是中国在扫描隧道显微学领域的开拓者之一；
- 曾率领科研小组研制成功了中国第一台原子力显微镜；
- 研制成功了超高真空扫描隧道显微镜；
- 组建了“北京本原显微仪器开发中心”；
- 在国内外共出版了10本中英文专著，发表论文250余篇，获国家专利5项。[10]

## 所获荣誉
- 1989年，获中国化学会青年化学奖、被国务院授予“全国先进工作者”称号；
- 1990年，被授为“国家级有突出贡献的中青年专家”称号；
- 1991年，获得“有突出贡献的中国博士学位获得者”称号；
- 1992年，当选“全国十大杰出青年”；
- 1994年，获第二届中国青年科学家奖；
- 1995年，获香港求是科技基金会颁发的“杰出青年学者奖”。

### 院士头衔
- 发展中国家科学院（原“第三世界科学院”）院士（1997年）
- 中国科学院（化学部）院士（1997年）
- 美国科学院外籍院士（2006年）
- 英国皇家化学会荣誉会士（2007年）
- 俄罗斯科学院外籍院士
- 德国国家工程院院士（2011）
- 丹麦皇家文理学院（英语：Royal Danish Academy of Sciences and Letters）院士（2012年）
- 印度科学院（英语：Indian Academy of Sciences）荣誉院士
- 美国文理科学院院士（2016年）
- 欧洲科学院院士（2016）

### 荣誉博士
- 英国约克大学
- 瑞典隆德大学
- 丹麦奥胡斯大学
- 香港浸会大学
- 香港中文大學
- 澳門科技大學

### 奖章
- 2001年，获国际化学协会颁发的“国际奖章”；
- 2010年，获联合国教科文组织首次颁发的“纳米科学和纳米技术发展贡献”奖章。[11]